# Bakuman
Bakuman (jap. バクマン。 Bakuman。) – manga napisana przez Tsugumiego Ōbę i zilustrowana przez Takeshiego Obatę. Opowiada historię dwóch chłopców: rysownika Moritaka Mashiro i początkującego pisarza Akito Takagi, kolegów z dziewiątej klasy, którzy pragną zostać profesjonalnymi mangakami.
Pierwszy rozdział mangi został wydany w Japonii 11 sierpnia 2008 roku w magazynie Shūkan Shōnen Jump. Pierwszy tom ukazał się 5 stycznia 2009 roku. Od daty wydania zajął czwarte i dziewiąte miejsce pod względem sprzedaży w Japonii. Jest to również jedna z pierwszych mang, która była wydawana online w wielu językach przez Shūeisha, zanim została wydana w wersji papierowej.
W Polsce manga została wydana nakładem wydawnictwa Waneko.

## Fabuła
Historia rozpoczyna się, gdy Moritaka Mashiro, uczeń gimnazjum, zostawia w sali lekcyjnej swój zeszyt zawierający rysunki przedstawiające jego koleżankę z klasy i zarazem obiekt uczuć – Miho Azuki. Spostrzega swój błąd i wraca do szkoły, gdzie czeka na niego najlepszy uczeń nie tylko w klasie, ale i całej szkole, Akito Takagi, trzymający w dłoni zapomniany notes. Wywiązuje się rozmowa, w trakcie której Takagi przekonuje Mashiro, że Azuki na pewno odwzajemnia jego uczucia i nie powinien się z nimi ukrywać. Stara się go też przekonać, by zilustrował historię, którą Takagi napisał. Mashiro waha się, gdyż pamięta losy swego wuja – mangaki, który przez pracę powoli odrzucił społeczeństwo i zmarł z przepracowania.
Takagi namawia Mashiro, by udać się wspólnie do Azuki. Na miejscu Takagi opowiada dziewczynie o ich planach zostania profesjonalnymi mangakami, przy czym dowiaduje się, że i ona ma zamiar związać swoje życie z anime – pragnie zostać seiyū. Mashiro pod wpływem impulsu wyznaje dziewczynie swoje uczucia, czym wprawia ją w osłupienie, ale ta zgadza się go poślubić, jeśli obojgu uda się spełnić te marzenia. Od tej pory celem Mashiro jest stworzenie mangi na tyle dobrej, by została zekranizowana i by Azuka mogła dubbingować jedną z postaci. Takagi i Mashiro chcą zostać najpopularniejszymi mangakami w czasopiśmie Weekly Shonen Jump.
Po wysłaniu do wydawnictwa Shueisha wielu próbnych projektów otrzymują propozycję pierwszej publikacji – Detektywa Trapa, która po pewnym czasie zostaje odwołana z powodu spadającej popularności. Tym razem młodzi twórcy decydują się na komedię, zatytułowaną Run, Daihatsu Tanto!, jednak wkrótce dochodzą do wniosku, że komedia nigdy nie będzie na tyle popularna, by zdobyć rynek anime, więc porzucają ten projekt. Rozpoczynają pracę nad trzecim, The Perfect Crime Party, który przynosi im coraz większą popularność. W czasie trwania serii Takagi pomaga przy tworzeniu nowej serii, a Mashiro postanawia wziąć udział w konkursie zorganizowanym przez wydawnictwo na najlepszą historię miłosną. Chce ją oprzeć na historii własnych uczuć, które żywi do Azuki.

## Manga
Napisana przez Tsugumiego Ōbę i zilustrowana przez Takeshiego Obatę manga była wydawana w magazynie Shūkan Shōnen Jump. Pierwszy rozdział wydano w Japonii 11 sierpnia 2008 roku. Pierwszy tom ukazał się 5 stycznia 2009 roku. Kilka rozdziałów zostało dopuszczonych do czytania na oficjalnej stronie Jumplandu w języku japońskim, angielskim, francuskim i niemieckim. Pierwszy rozdział został dodany 19 sierpnia 2008. Jest to jedna z pierwszych mang wydawnictwa Shūeisha opublikowanych w wersji online, zanim wydano wersję papierową. Ostatni, finałowy rozdział mangi ukazał się 23 maja 2012 roku.
Oprócz Japonii, seria ma koncesję w Korei Daiwon CI oraz w odcinkach w czasopiśmie Champ Comic manhwa przez Tong Li Publishing na Tajwanie oraz Tokyopop w Niemczech. Zostało ono licencjonowane przez Viz Media po angielsku w USA i Kanadzie. Pierwszy tom został opublikowany 3 sierpnia 2010 roku.
W Polsce manga została wydana w latach 2016–2019 nakładem wydawnictwa Waneko.

## Anime
Dwudziestopięcioodcinkowy telewizyjny serial anime na podstawie mangi zaczęła nadawać telewizja NHK dnia 2 października 2010 roku. Drugi sezon miał premierę w październiku 2011 roku.

## Nagrody
Manga była nominowana do nagrody Manga taishō w 2010 roku.